# Tarbucka
Koordináták: é. sz. 48° 21′ 52″, k. h. 21° 46′ 51″48.364444°N 21.780833°E
A Tarbucka az Alföld északi részén, a Bodrogköz közepén húzódó dombság a Bodrog folyó bal partján Kelet-Szlovákiában. A szlovák földrajzi belosztás szerint az ún. Kelet-szlovákiai-síkság (szlovákul Východoslovenská nížina) déli részén terül el. Bodrogszerdahely (Streda nad Bodrogom), Kiskövesd (Malý Kamenec), Nagykövesd (Veľký Kamenec) és Szomotor (Somotor) községek határában fekszik. Említésre méltó magaslatai és tengerszint feletti magasságuk: Tarbucka (277 m), Szentiván (272 m), Csipkés (210 m), Akasztódomb (160 m), Bakhegy (150 m).

## A felszín kialakulása és szerkezete
A dombság magját kipreparált vulkáni alakulat képezi, melynek északi lejtőit homok fedi.
A harmadkori vulkanizmus terméke.
Kőzetei: riolit, sötétszürke andezit, vörös és sárga tufa. 
Az ábrán látható bányák az 50-es évekig működtek, ezekben a fent említett kőzeteket termelték és építkezési célokra használták.
A magaslatok tetőinek kivételével az egész dombságot a jellegzetes szélkorróziós képződmények, a futóhomok és homokdűnék borítják, melyek a folyók által képződő, finom szemcséjű törmelékes anyag (a Kárpátok lejtőiről származik). Kisebb-nagyobb megszakításokkal ezt a finom szemcséjű barna homokot is bányászták, szintén építkezési céllal.

## Természetes vegetáció

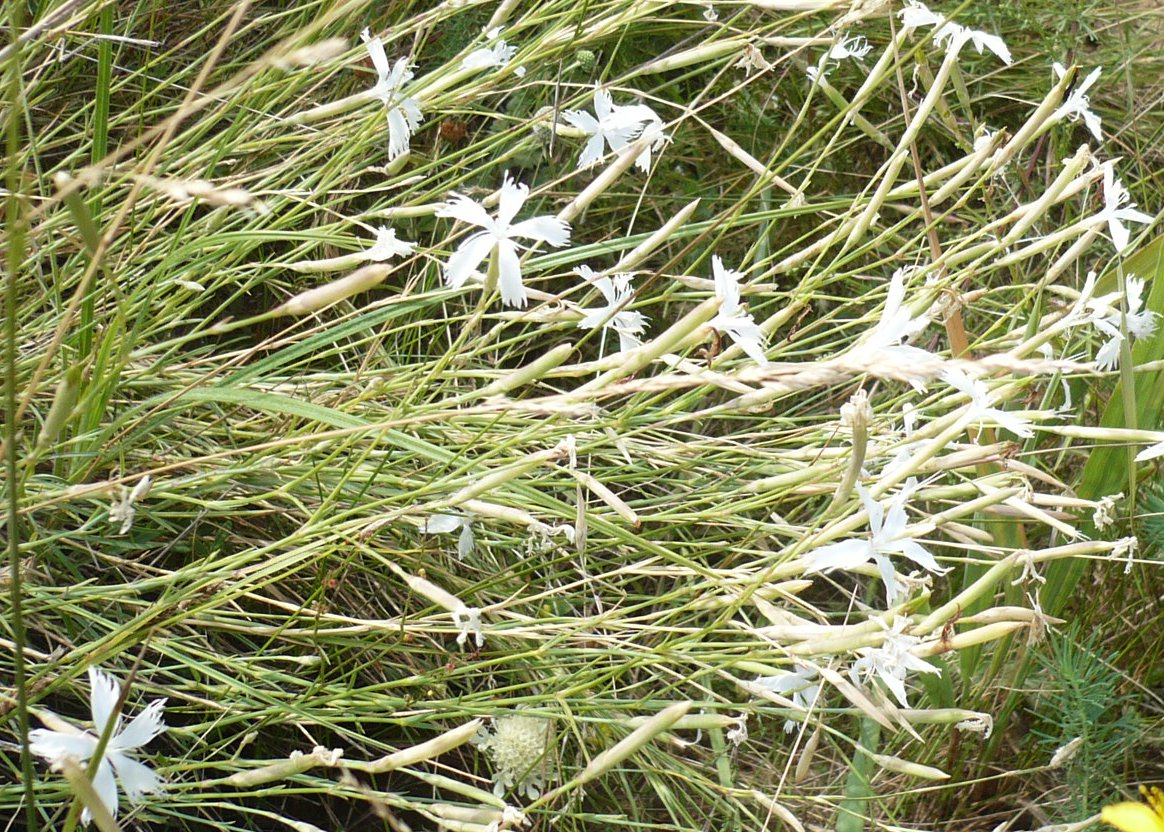
Kései szegfű

A termőföld vizsgálatánál megállapítható, hogy optimális feltételei vannak egyes növényi fajok megtelepedésében.
Az ábrán láthattuk az erdős, füves, szőlőtelepítéses területeket. Az erdők 80%-át a 19. század második felében telepített akácosok, a 20%-ot pedig gyertyános tölgyesek alkotják.
A dombtetőket füves sztyepp és cserjés-bozótos növényzet borítja.
A kopár részeken vékony talajréteg képződött, itt a sziklakerti növényi társulások otthonosak.

## Világörökség
A tokaji borvidék az UNESCO világörökség része.

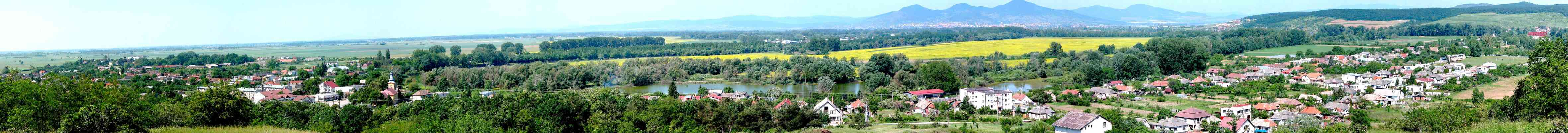
Bodrogszerdahely panorámája a Tarbuckáról dél–nyugat–észak irányban. A horizonton Zempléni-hegység, Tokaj-Hegyalja és Sátoraljaújhely Sátor-hegye látható.

## Lásd még
- Bodrogköz